# Nieul-sur-l’Autise
Nieul-sur-l’Autise korábbi község Franciaország Loire mente régiójában, Vendée megyében. Lakosainak száma 1291 fő (2018. január 1.). Nieul-sur-l’Autise Saint-Pompain, Benet, Oulmes, Saint-Hilaire-des-Loges, Saint-Pierre-le-Vieux és Xanton-Chassenon községekkel határos.
2019. január 1-jén Oulmes korábbi községgel egyesült és az így létrejött Rives-d’Autise új község része lett.

## Népesség
A település népességének változása:
| Lakosok száma | 1291 | 1293 | 1329 | 1296 | 1291 |
|               | 2013 | 2015 | 2016 | 2017 | 2018 |